# CONWIP
Il CONWIP (acronimo di CONstant Work In Process) è una tecnica di controllo del flusso di materiale utilizzabile in moltissimi sistemi produttivi. Si fonda su una logica pull e può essere considerato una forma generalizzata del Kanban perché, come il Kanban, basa il proprio funzionamento sull'utilizzo di segnali che autorizzano la produzione (per lo più associati al movimento di cartellini). 

## Funzionamento
All'ingresso della linea di produzione ad ogni lotto  (composto da uno o più pezzi) che deve essere lavorato  viene agganciato un cartellino. Quando il lotto raggiunge l'uscita della linea, il cartellino, che lo ha seguito in tutte le lavorazioni, viene sganciato ed è pronto per essere agganciato ad un nuovo lotto. L'istante di ingresso di un lotto nel sistema di produzione coincide quindi con la disponibilità di cartellini.
In un sistema CONWIP i cartellini percorrono un circuito che può includere l'intera linea di produzione o solo una parte. Il parametro chiave è comunque il numero totale di cartellini presenti nel circuito, che determina il massimo livello di WIP. Nel caso di sistemi di produzione multi-prodotto risulta di primaria importanza anche la strategia di configurazione del CONWIP. Infatti, al di là della soluzione classica in cui ogni cartellino può agganciare tutte le tipologie di prodotto, può rivelarsi assai vantaggioso suddividere i cartellini in gruppi e disporre che i cartellini di un gruppo possano agganciare solo un tipo (o alcune ben determinate tipologie) di prodotto.

## Utilità
I benefici che si possono ottenere applicando il CONWIP sono legati al basso WIP che viene a determinarsi nel sistema di produzione, che comporta minori investimenti in materie prime ed in prodotti finiti, nonché in semilavorati. Si ottiene inoltre un basso flow time. 
Il vantaggio che questa tecnica a cartellini offre, rispetto a tecniche basate su logica push, è insito nel controllo a feedback sulla produzione: è infatti possibile prevenire il rilascio di un nuovo ordine se la capacità reale della linea è inferiore a quanto previsto, salvando così il sistema dalla congestione.